# Alex Lloyd

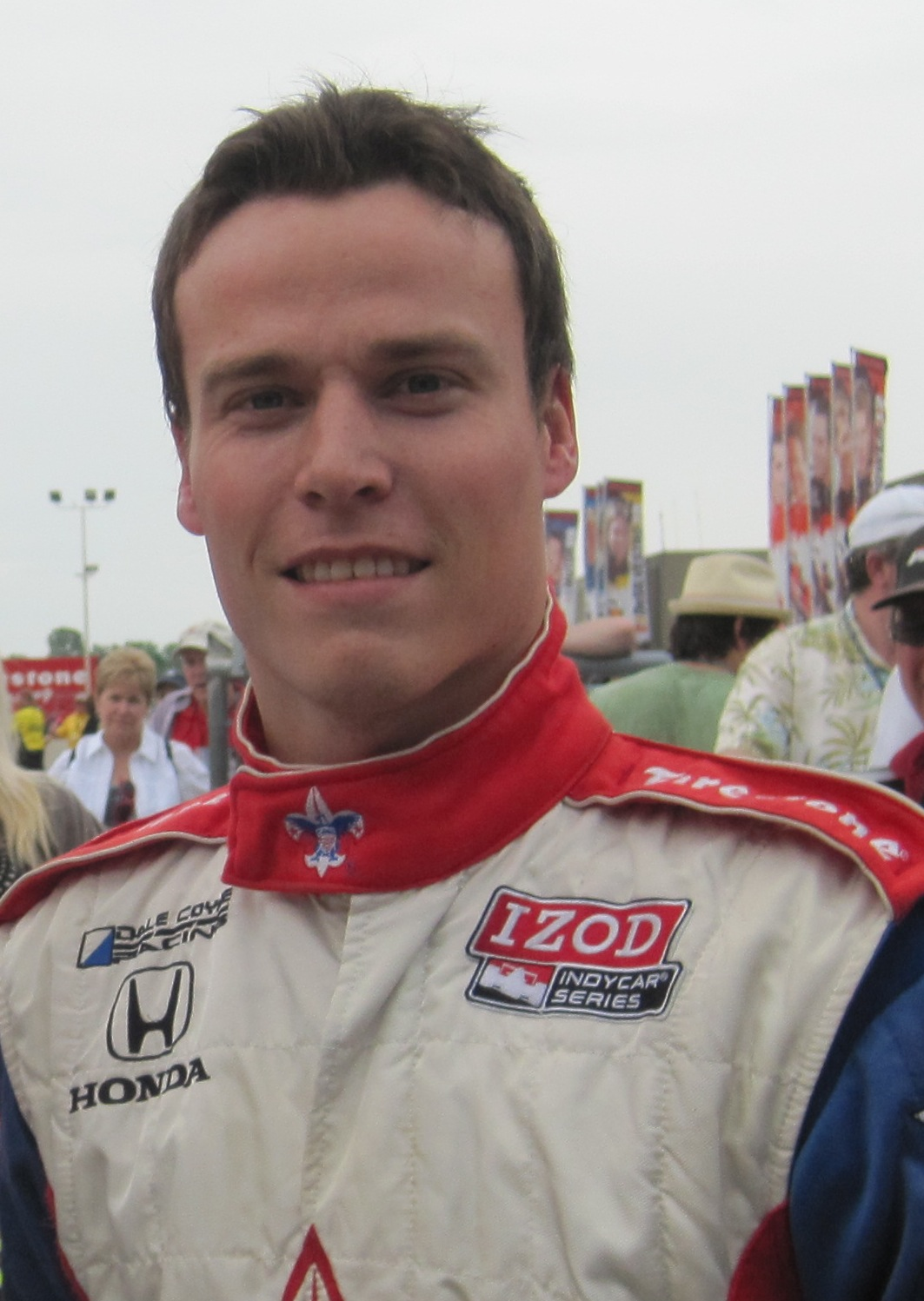
Alex Lloyd (2010)

Alex Stewart Lloyd (* 28. Dezember 1984 in Manchester) ist ein britischer Rennfahrer. 2007 gewann er den Meistertitel der Indy Pro Series. Von 2008 bis 2011 nahm er an einigen Rennen der IndyCar Series teil.

## Karriere
Lloyd begann seine Motorsportkarriere 1998 im Kartsport, in dem er bis 1999 aktiv war. 2000 machte er seine ersten Erfahrungen im Formelsport, als er Testfahrten in einem Formel Ford Rennboliden absolvierte. 2001 bestritt er erstmals Rennen in der Formel Ford und er wurde Dritter der britischen Formel Ford Wintermeisterschaft. Außerdem startete er in der europäischen Formel Ford und beim Formel Ford Festival. 2002 wechselte er in die britische Formel Renault und wurde mit einer Podest-Platzierung Neunter in der Gesamtwertung. Nachdem er im Winter in der Formel Renault 2.0 Fran-Am Wintermeisterschaft den dritten Gesamtrang belegt hatte, wurde er 2003 in der britischen Formel Renault mit zwei Siegen Vizemeister hinter Lewis Hamilton. Außerdem erhielt er in dieser Saison den McLaren Autosport BRDC Award. Sein größter Konkurrent um diese Auszeichnung, der spätere Formel-1-Weltmeister Lewis Hamilton, wurde wegen eines bestehenden McLaren-Fördervertrages jedoch nicht nominiert.
Nachdem er zunächst kein Renncockpit gefunden hatte, wechselte er 2004 zum vierten Rennen in die Superfund Euro Formel 3000. Lloyd entschied ein Rennen für sich und belegte am Saisonende den sechsten Gesamtrang. Außerdem durfte er als Preis für den Award-Gewinn ein Formel-1-Rennauto von McLaren testen. 2005 nahm Lloyd nur sporadisch an Rennen teil und fuhr ein Rennen in der World Series by Renault und zwei Rennen in der italienischen Formel 3000, der Nachfolgeserie der Euro Formel 3000. Für die Saison 2005/2006 der A1 Grand Prix erhielt Lloyd einen Vertrag beim britischen A1 Team, kam jedoch nicht zum Einsatz.
Anschließend wechselte Lloyd nach Nordamerika in die Indy Pro Series zu AFS Racing. Er entschied zwei Rennen für sich und belegte am Saisonende den siebten Gesamtrang. 2007 blieb Lloyd in dieser Meisterschaft und ging für Sam Schmidt Motorsports an den Start. Er dominierte die Saison und gewann acht von 16 Rennen. Am Ende sicherte er sich mit großem Vorsprung den Meistertitel vor Hideki Mutō. Dabei stellte er Rekorde für die meisten Siege in Folge (5), die meisten Siege in einer Saison (8), die meisten Siege insgesamt (10) und die meisten Punkte (652) in einer Saison auf. Außerdem ist er der einzige Rennfahrer, der auf dem Indianapolis Motor Speedway sowohl auf dem Oval, als auch auf der Infield-Strecke ein Rennen gewann.

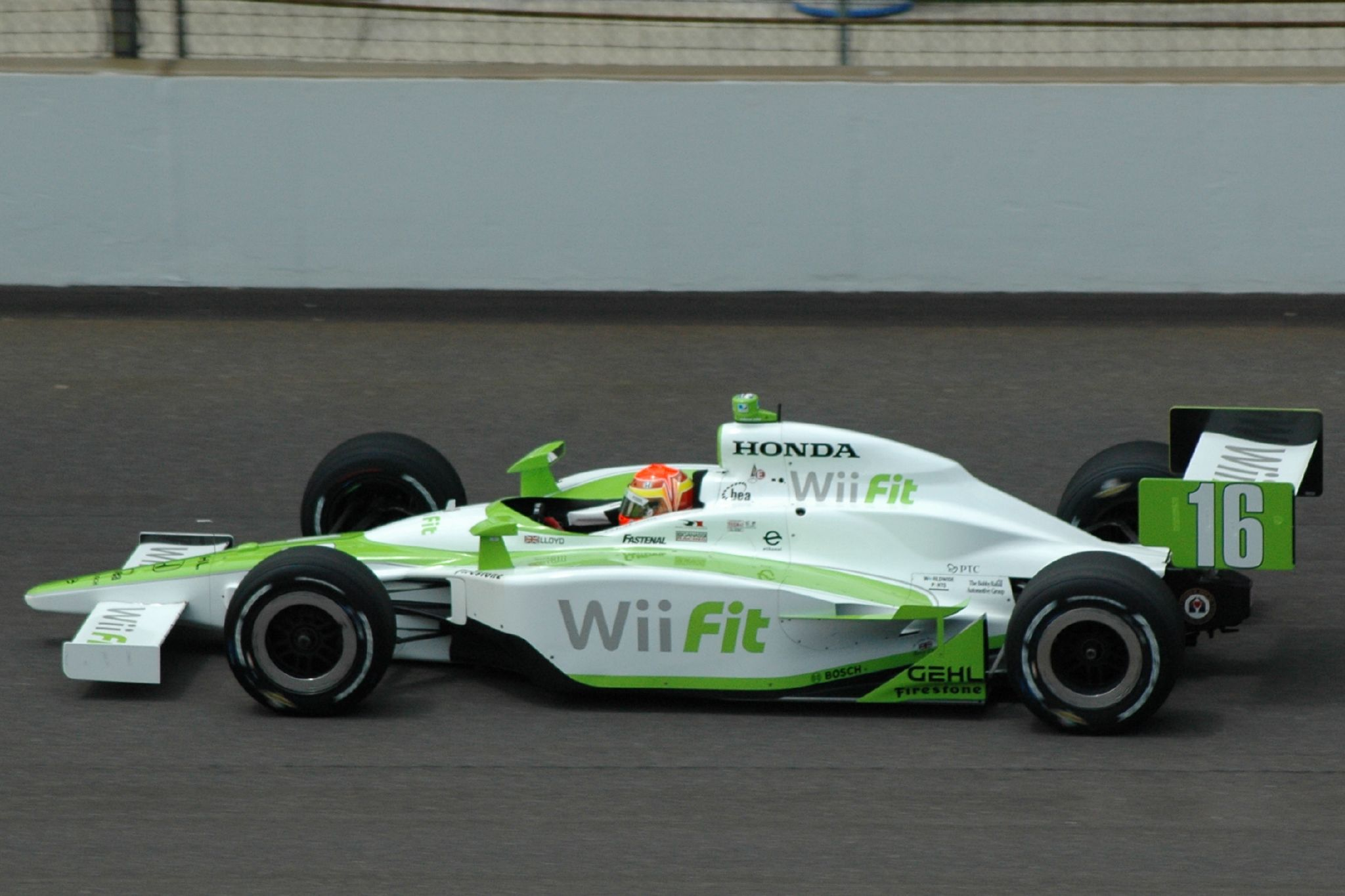
Lloyd beim Indy 500, 2008

2008 wurde Lloyd von Chip Ganassi Racing in deren Förderprogramm aufgenommen. Zusammen mit Rahal Letterman Racing erhielt er ein Cockpit für das Indianapolis 500. Er schied mit einem schweren Unfall aus und wurde 25. Im weiteren Saisonverlauf bestritt er keine weiteren Rennen in der IndyCar Series. 2009 trat er erneut beim Indianapolis 500 an. Diesmal kooperierte sein Team mit Sam Schmidt Motorsports und Lloyd beendete das Rennen als 13. Beim letzten Saisonrennen ging er für Newman/Haas/Lanigan Racing an den Start und beendete das Saisonfinale auf dem achten Platz. In der Gesamtwertung belegte er den 30. Rang. Außerdem startete er von 2007 bis 2009 bei insgesamt vier Rennen der Grand-Am Sports Car Series.
2010 nahm Lloyd für Dale Coyne Racing an der IndyCar Series teil. Erstmals geriet er in Long Beach in den Blickpunkt, als er versuchte seiner Überrundung durch die Spitzengruppe zu entgehen. Während der Führende Ryan Hunter-Reay nach einigen Runden an Lloyd vorbeiging, beschädigte sich der zweitplatzierte Justin Wilson bei einem Überrundungsversuch seinen Frontflügel. Beim Indianapolis 500 kam er als Dritter ins Ziel. Da er Marco Andretti während einer Gelbphase überholt hatte, wurde er jedoch nachträglich auf den vierten Platz, den er zuvor belegt hatte, zurückversetzt. Am Saisonende belegte er den 16. Gesamtrang. Außerdem erhielt er, obwohl er bereits zuvor in der IndyCar Series zu drei Rennen gestartet war, die Auszeichnung des besten Neulings. 2011 erhielt Lloyd kein Cockpit für eine komplette Saison. Für Dale Coyne Racing nahm er an allen Ovalrennen teil. Am Ende der Saison lag er auf dem 27. Platz im Gesamtklassement.

## Persönliches
Lloyd ist verheiratet und hat zwei Töchter.

## Karrierestationen
| - 1998–1999: Kartsport - 2001: Britische Formel Ford, Winterserie (Platz 3) - 2002: Britische Formel Renault (Platz 9) - 2003: Britische Formel Renault (Platz 2) - 2004: Superfund Euro Formel 3000 (Platz 6) | - 2005: Italienische Formel 3000 (Platz 16) - 2005: World Series by Renault (Platz 40) - 2006: Indy Pro Series (Platz 7) - 2007: Indy Pro Series (Meister) - 2008: IndyCar Series (Platz 38) | - 2009: IndyCar Series (Platz 30) - 2010: IndyCar Series (Platz 16) - 2011: IndyCar Series (Platz 27) |

## Einzelergebnisse in der IndyCar Series
| Saison | Team                       | 1      | 2      | 3      | 4       | 5       | 6       | 7       | 8      | 9      | 10     | 11     | 12     | 13     | 14     | 15     | 16     | 17     | 18    | 19   | Punkte | Rang |
| ------ | -------------------------- | ------ | ------ | ------ | ------- | ------- | ------- | ------- | ------ | ------ | ------ | ------ | ------ | ------ | ------ | ------ | ------ | ------ | ----- | ---- | ------ | ---- |
| 2008   | Rahal Letterman Racing     | HMS    | STP    | MOT1   | LBH1    | KAN     | INDY 25 | MIL     | TXS    | IOW    | RIR    | WGL    | NSH    | MDO    | EDM    | KTY    | SNM    | DET    | CHI   | SRF2 | 10     | 38.  |
| 2009   | Sam Schmidt Motorsports    | STP    | LBH    | KAN    | INDY 13 | MIL     | TXS     | IOW     | RIR    | WGL    | TOR    | EDM    | KTY    | MDO    | SNM    | CHI    | MOT    |        |       |      | 41     | 30.  |
| 2009   | Newman/Haas/Lanigan Racing |        |        |        |         |         |         |         |        |        |        |        |        |        |        |        |        | HMS 8  |       |      | 41     | 30.  |
| 2010   | Dale Coyne Racing          | SAO 18 | STP 23 | ALA 23 | LBH 19  | KAN 19  | INDY 4  | TXS 8   | IOW 13 | WGL 25 | TOR 23 | EDM 18 | MDO 13 | SNM 10 | CHI 21 | KTY 13 | MOT 21 | HMS 12 |       |      | 266    | 16.  |
| 2011   | Dale Coyne Racing          | STP    | ALA    | LBH    | SAO     | INDY 19 | TXS1 14 | TXS2 24 | MIL 22 | IOW 13 | TOR    | EDM    | MDO    | NHA 13 | SNM    | BAL    | MOT    | KTY 26 | LSV C |      | 85     | 27.  |

(Legende)
1 Die Rennen fanden am selben Tag statt.
2 Es wurden keine Punkte vergeben.